# Nou Sí Ràdio
Nou Si Ràdio (anteriormente conocido como Sí Ràdio) fue una cadena de radio de la Comunidad Valenciana y emisora hermana de Nou Ràdio perteneciente al grupo RTVV. A diferencia de Nou Ràdio, esta emitió programas musicales 24 horas al día. La emisora estuvo situada en Avenida Blasco Ibáñez de Valencia pero se trasladó a Burjasot al lado de las instalaciones de TVV.
Inició sus emisiones en período de pruebas el 11 de septiembre de 2001 y, en un principio, su programación estaba dirigida a los jóvenes y al turismo. Las emisiones oficiales fueron inauguradas el 9 de octubre de 2002. Finalizó sus emisiones el 29 de noviembre de 2013 a las 16.36, siendo esta radio el último canal de RTVV en finalizar sus emisiones. 

## Programas emitidos

### Anteriormente
- Sí o sí
- Top sí
- Tu sí que saps
- Si tu vols sí
- El món de la música

Sábados y domingos
- Deportes (conexión con Nou Ràdio)
- Taula esportiva (conexión con Nou Ràdio

## Imagen corporativa

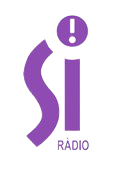
Logotipo usado entre 2001 y 2005.
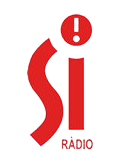
Logotipo usado desde 2005 hasta 2010.
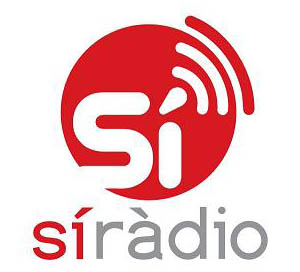
Logotipo usado desde 2010 hasta 2013.
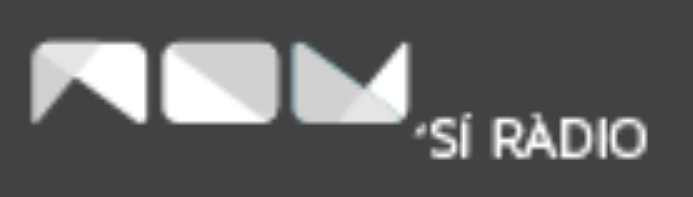
Logotipo usado entre el 9 de octubre y el 29 de noviembre de 2013.

## Frecuencias en TDT
TDT
Comunidad Valenciana
- Castellón: 60
- Valencia: 57*
- Alicante: 62

## Reapertura
Después del cierre de Canal 9, se han realizado numerosas concentraciones a favor de la reapertura de la ente pública. El 13 de noviembre de 2014, se admite a trámite una ILP que pide la reapertura de RTVV. Alberto Fabra, presidente de las Cortes Valencianas, afirmó que estaba a favor de la reapertura de la cadena y «si las circunstancias cambian, se puede hablar de una nueva televisión» siempre que esta sea «partiendo de cero» y «una vez que se cumpla la extinción de la cadena y se den las condiciones necesarias».
El 24 de mayo de 2015, una vez celebradas las elecciones a las Cortes Valencianas y formado un nuevo gobierno por PSPV y Compromís, el ejecutivo prometió reabrir RTVV, creando un Alto Comisionado para ello. La fecha de dicha apertura todavía no está definida debido a los problemas judiciales acarreados por el cierre y la deuda acarreada derivada de las acciones en las que se vio envuelta. Aunque el deseo del gobierno era la de abrir el 9 de octubre de 2015, día de la Comunidad Valenciana, el propio ejecutivo ha calfiicado esta fecha de «demasiado optimista», debido a la gran complejidad del problema y a la falta de acuerdos entre el Comisionado y el Comité de Empresa.
En nuevo gobierno de la Comunidad Valenciana presidido por Ximo Puig se fija como posible día para la reapertura de Radiotelevisión Valenciana el 9 de octubre de 2017 día de la Comunidad Valenciana. El nuevo ente de la Radiotelevisión Valenciana se llamara: Corporación Valenciana de Medios de Comunicación.
El 22 de diciembre de 2015 fue aprobada la ley que deroga el cierre de Canal 9, con los votos favorables de socialistas, Compromís y Podemos, y la abstención del Partido Popular y Ciudadanos.